# Колтырак (деревня)
Колтырак (Колтыракский улус) — деревня в Тогучинском районе Новосибирской области. Входит в состав Степногутовского сельсовета.

## География
Площадь деревни — 69 гектаров.

## История
Изначально проживали телеуты, которые к началу XX века полностью ассимилировались среди русских. По переписи 1897 года здесь проживало 625 человек, из них 558 телеуты и 67 русских.

## Население
| 2002 | 2007 | 2010 |
| ---- | ---- | ---- |
| 178  | ↘169 | ↘138 |

Национальный состав
По переписи 1897 года основным населением были телеуты.
Согласно результатам переписи 2002 года, в национальной структуре населения русские составляли 97 %.

## Инфраструктура
В деревне по данным на 2007 год функционирует 1 учреждение здравоохранения.